# Віверос (Альбасете)
Віверос (ісп. Viveros) — муніципалітет в Іспанії, у складі автономної спільноти Кастилія-Ла-Манча, у провінції Альбасете. Населення — 385 осіб (2010).
Муніципалітет розташований на відстані близько 210 км на південний схід від Мадрида, 65 км на захід від Альбасете.

## Демографія
Динаміка населення (INE ):

## Галерея зображень

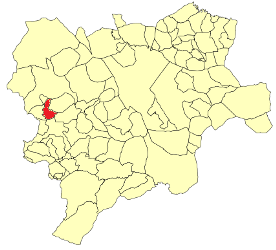
Розташування муніципалітету у провінції Альбасете